# Erich Martin (Lehrer)
Erich Martin (* 7. November 1890 in Ebersdorf; † 31. Juli 1968 in Greiz) war ein deutscher Lehrer und Naturwissenschaftler.

## Leben und Wirken
Nach dem Schulabschluss studierte er und promovierte. Er lebte und arbeitete als Gymnasiallehrer und Studienrat zuletzt in Greiz, wo er u. a. mehrere Wander- und geologische Führer publizierte.

## Werke (Auswahl)
- Südostthüringen. Das Schiefergebirge an der oberen Saale und der mittleren Elster. Gotha 1929.
- (mit anderen Autoren):  Geographie für höhere Lehranstalten. Vorstufe fü Thüringen. 3. Aufl., Breslau 1935
- (mit Franz Hauschild und Friedrich Schneider): Greiz. Rat der Stadt, Greiz 1947.
- (mit Franz Hauschild): Greiz, Elsterberg, Berga. (Unser kleines Wanderheft, 84). VEB Bibliographisches Institut, Leipzig 1958.
- Südostthüringen. Das Schiefergebirge an der oberen Saale und Weißen Elster. Gotha 1981.
- (mit Theo Ficker): Kleine Geologie des Kreises Greiz. Greiz 1976.

## Nachlass
Sein wissenschaftlicher Nachlass befindet sich im Landesarchiv Thüringen, Staatsarchiv Greiz.